# خوسيه كالفو سوتيلو
خوسيه كالفو سوتيلو (بالإسبانية: José Calvo Sotelo) (توي 6 مايو 1893 - مدريد 13 يوليو 1936) هو سياسي وقانوني إسباني، وزير المالية خلال ديكتاتورية بريمو دي ريفيرا سنوات 1925 و 1930. خرج إلى منفاه الاختياري بعد سقوط الدكتاتورية وإعلان الجمهورية متجنبا المحاكمة بسبب مسؤولياته الوزارية في الديكتاتورية خلال السنوات الأولى من الجمهورية الثانية؛ ومع ذلك فقد أصبح نائباً في جميع المجالس النيابية، واستلم مقعده بعد عفو خلال فترة سيدا-راديكالية سنة 1934. وبرز قائد لمجموعة سعت إلى إنشاء نظام ملكي استبدادي، من خلال حزب التجديد الإسباني. على الرغم من أنه لم يحافظ على علاقة جيدة للغاية مع قوى اليمين الأخرى: الأغلبية، مؤيد للتوفيق مع الجمهورية (الاتحاد الإسباني لليمين المستقل) وأقرب المقربين للفاشية مثل الفلانخي الإسبانية.
في فترة التوتر بين فبراير ويوليو 1936، قام بإدارة العديد من النقاشات في الكورتيس حيث طلب من الحكومة إعادة تفعيل قانون النظام العام، ولكن لم يعتد برأيه بالمرة، وإدعى أنه بخلاف ذلك سيتحمل الجيش تلك المهمة. أكسبته هذه التدخلات البرلمانية شعبية هائلة بين بعض القطاعات المحافظة، ولكن أيضًا معارضة كبيرة في قطاعات أخرى. في الساعات الأولى من يوم 13 يوليو 1936 دخل منزله في مدريد مجموعة اشتراكية مسلحة واعتقل بصورة غير قانونية، وخلال عملية نقله اغتيل برصاصة في الرأس من قبل المسلح الاشتراكي لويس كوينكا الحارس الشخصي لإنداليسيو برييتو زعيم الحزب الاشتراكي العمالي الإسباني. كان للحدث تأثير عميق على الطبقة الوسطى الإسبانية في ذلك الوقت واستقطب البيئة السياسية المتوترة بالفعل التي كانت سائدة في ذلك الوقت. كان هذا الحدث هو الذي جعل الجنرال فرانسيسكو فرانكو يقرر الاستعجال بالانقلاب الذي كان يستعد منذ فترة طويلة ضد الجمهورية. في الديكتاتورية تم تكريمه باسم شهيد الدين أو شهيد الحركة الوطنية.

## السيرة الذاتية

### سنواته الأولى

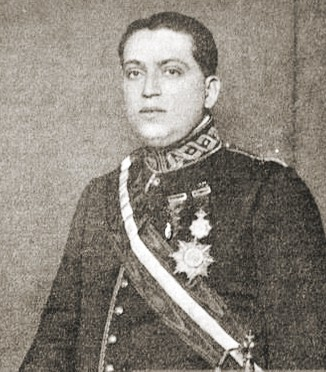
كالفو سوتيلو مرتديا الزي الرسمي لنقابة المحامين.

ولد كالفو سوتيلو يوم 6 مايو 1893 في توي بغاليسيا من القاضي بيدرو كالفو إي كامينا وإليسا سوتيلو لافوينتي.
حصل على شهادة في القانون وانتقل إلى العاصمة مدريد. وفي سنة 1913 انضم إلى دائرة الماوريين في أتينيو أصبح أمينًا لأكاديمية العلوم الأخلاقية والسياسية في Ateneo Mercantil de Madrid وأستاذًا في الجامعة المركزية. وهو عضوا في حزب المحافظين بزعامة أنطونيو مورا. وكان منصبه الأول هو المسؤول الإداري في وزارة النعمة والعدل.
في الانتخابات النيابية سنة 1919، على الرغم من أن مورا قد وضع في الاعتبار خطة عدم طرح أي مرشح من حزبه في مقاطعة كاربايينو مقابل الحصول على مقعد في مقاطعة أخرى، إلا أن كالفو سوتيلو البالغ من العمر 25 عامًا قدم نفسه للترشيح. وتحدي المرشح المحافظ القوي ليوبولدو غارسيا دوران أحد أتباع غابينو بوجالال (كونت بوجالال)، ففاز سوتيلو بالمقعد في الانتخابات. وفي سنة 1922 أصبح الحاكم المدني لفالنسيا.

### ديكتاتورية بريمو دي ريفيرا
بعد انقلاب بريمو دي ريفيرا سنة 1923، قدم كالفو سوتيلو الدعم للديكتاتورية. فكوفئ بتعيينه مديرًا عامًا للإدارة المحلية سنة 1923، وهو الذي أنشئ قانون البلديات لسنة 1924 المستوحاة من مشاريع أنطونيو مورا السابقة الرامية إلى إصلاح هيكل الدولة على المستوى المحلي وعززه من خلال قانون الانتخابات الحرة للعمد والمستشارين. كما أصدر النظام الأساسي للأقاليم لسنة 1925، ولكن لم يتم تطبيق أي من القانونين. ثم عين بريمو دي ريفيرا كالفو سوتيلو وزيراً للمالية في الإدارة المدنية للدكتاتورية في 1925، وخدم من ديسمبر 1925 حتى يناير 1930. وكان برنامجه خلال فترة توليه منصب وزير المالية تحقيق النمو الاقتصادي بإبراز سياسات الحمائية والاقتصاد القومي والتدخل.

### الجمهورية الثانية

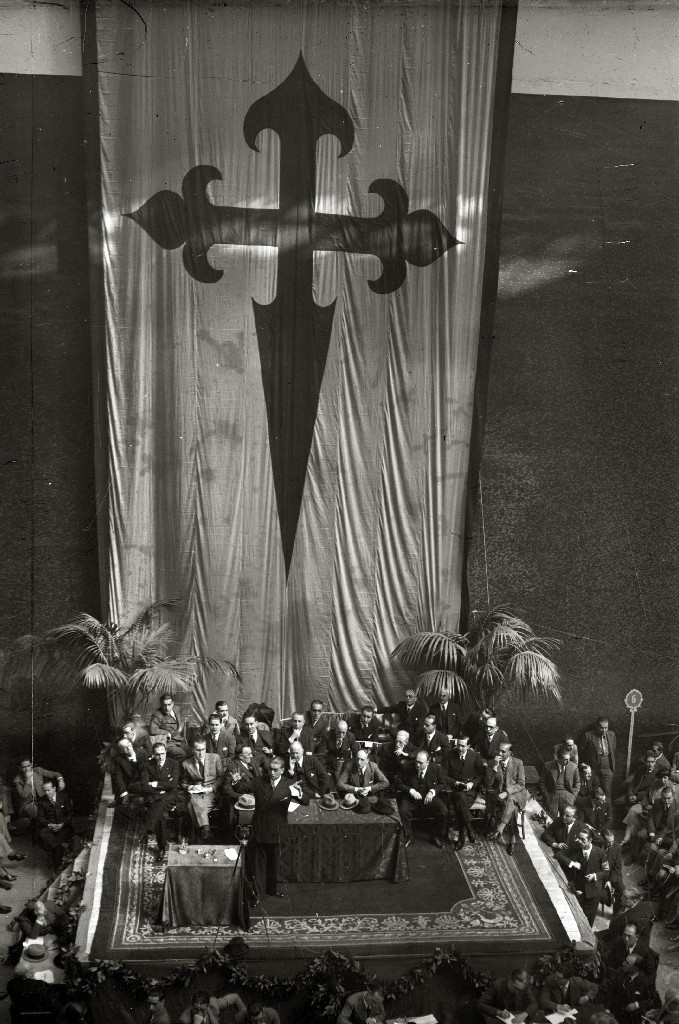
كالفو سوتيلو يلقي خطابًا في أوروميا فرونتون في سان سيباستيان (1935).

بعد إعلان الجمهورية الإسبانية الثانية في 14 أبريل 1931، خرج كالفو سوتيلو بسبب تعاونه السابق مع الديكتاتورية وخوفه من خضوعه للمحاكمة إلى منفاه في البرتغال ثم فرنسا لاحقًا مع سياسيين آخرين. وقد استقبله في اليوم التالي لوصوله إلى لشبونة أنطونيو سالازار، ثم وزير ماليته. أمضى كالفو سوتيلو وقته في البرتغال في دراسة نظام الديكتاتورية الوطنية. وبعد أن حصل على جواز سفر من السلطات البرتغالية استقر في باريس بين فبراير 1932 ومايو 1934، حيث أصبح على اتصال بأفكار شارل موراس. وعلى الرغم من منفاه فقد تم انتخابه عضوا في البرلمان عن منطقة أورينس في انتخابات 1931 و1933.
عاد سوتيلو إلى إسبانيا بعد تمرير قانون العفو في 20 أبريل 1934 محاولا ترك بصمة له في اليمين الألفونسي، ثم مثّله التجديديون بقيادة أنطونيو جويكوتشيا. وحاول أيضًا بعد عودته الانضمام إلى الكتائب الإسبانية أو الفلانخي الفاشية، ولكن رفض دي ريفيرا طلبه بالرغم من موافقة رويز دي ألدا وليدسما. وبحلول 9 مايو كان كالفو سوتيلو في الكورتيس.
وذكر أن استعادة الملكية الليبرالية السابقة لم تكن هي المقصودة، بل النية هي غرس ملكية مناهضة لليبرالية. كان سوتيلو يتمتع بشخصية كاريزمية أكثر من جويكوتشيا حتى استحوذ عليه في النهاية، وأصبح شخصية قيادية في Bloque Nacional (الكتلة الوطنية)، وهو مشروع انتخابي تم إنشاؤه حديثًا سعى لتوحيد اليمين المناهض للجمهورية. وتبنى البيان التأسيسي العودة إلى القيم التقليدية، من خلال الملكية الاستبدادية ودور القوات المسلحة كعامل مضاد للثورة. لم يؤيد مبادرته زعيم سيدا (خوسيه ماريا جيل روبليس) ولا زعيم الفلانخي الإسبانية (خوسيه أنطونيو بريمو دي ريفيرا). ولكن أيد المبادرة أعضاء التجديد الإسباني، ودعمها أيضا من صفوف أصحاب الشعارات التقليدية الكارلية؛ كما دعمته مجموعة صغيرة يتزعمها الدكتور ألبينيانا، زعيم الحزب القومي الإسباني.
بعد انتصار الجبهة الشعبية اليسارية في انتخابات فبراير 1936، أصبح خوسيه كالفو سوتيلو المتحدث الرئيسي للقوى المناهضة للجمهوريين في البرلمان، وهو يعد مزاج لمؤيدي مناهضة الجمهورية للانقلاب. وأدرك سوتيلو أنه هناك تمرد مخطط له داخل الجيش وبينما كان يرحب بمثل هذا التطور، معتقدًا أن نظامًا استبداديًا فقط سيحل مشاكل إسبانيا، لم يكن جزءًا من المؤامرة ولم يكن متأكدًا من متى سيحدث التمرد المخطط له أو إذا حتى أنها ستواصل حياته السياسية والشخصية الطبيعية.

### الاغتيال
بعد ظهر يوم الأحد 12 يوليو اغتيل الضابط من حرس الاقتحام خوسيه كاستيلو وهو مدرب عسكري للميليشيات الاشتراكية في أحد الشوارع وسط مدريد على أيدي مسلحين يمينيين (على ما يبدو من حزب المجتمع التقليدي الكارلي). وردا على ذلك قام زملائه رجال الشرطة بقيادة نقيب في الحرس المدني فرناندو كونديس باختطاف خوسيه كالفو سوتيلو في سيارة حكومية في وقت مبكر من يوم 13 يوليو في مهمة انتقام. وكانوا يخططون أيضًا لاختطاف جيل روبلز أيضًا، إلا أنه لم يكن في مدريد في ذلك الوقت. وقتل سوتيلو بالرصاص في شاحنة للشرطة. وألقيت جثته عند مدخل إحدى مقابر المدينة. ووفقا لجميع التحقيقات اللاحقة فقد كان مرتكب الجريمة المسلح الاشتراكي لويس كوينكا الحارس الشخصي لزعيم الحزب الاشتراكي العمالي الإسباني إنداليسيو برييتو. وقد قتل كلا من كونديس وكوينكا لاحقًا في الأيام الأولى من الحرب الأهلية.
على الرغم من إدانة الحكومة لعملية القتل ووعدت بالتحقيق، إلا أنها لم تبذل أي جهد للتسوية. ففرضت رقابة فورية لإخفاء الحقيقة، ولم يتم فعل أي شيء للقبض على المسؤولين مباشرة وبدلاً من ذلك اعتقل العديد من الفلانخيين واليمينيين (وكان هذا سلوكًا عاديا عندما قتل أعضاء من اليمين السياسي على أيدي أعضاء الجبهة الشعبية). تولى القاضي أورسيسينو جوميز كارباجو القضية بشكل مستقل في غضون ساعات ولكن فجأة قام حرس الاقتحام برفع يديه عنها، وعلى ما يبدو لأنه كان قاضيا مستقلاً ونزيهًا. كان الرد السياسي الأول من الحزب الشيوعي الذي قرر أن الاغتيال يمثل الوقت المناسب لإرسال أحد مسوداتهم التشريعية إلى مجموعات الجبهة الشعبية الأخرى، والتي دعت بشكل أساسي إلى حظر العديد من الأحزاب اليمينية، ومنها حزب سيدا CEDA والتجديد الإسباني والفلانخي ومصادرة ممتلكاتهم ومصادرة عدة صحف. في حين أن عرضه أمام البرلمان كان مستحيلاً بسبب اغلاقه وتأجيل جلساته، ونفذت تلك الأحكام خلال الحرب الأهلية في المنطقة الجمهورية وبدا أن حكومة الجبهة الشعبية تتصرف بمزاجية، فأعلنت قرار إغلاق مراكز كل من التجديد الإسباني والاتحاد الوطني للعمل CNT في مدريد، على الرغم من عدم ارتباط تلك الجماعات بالاغتيال.
دفن سوتيلو في جنازة عامة حضرها الآلاف من اليمينيين، وقدم الكثير منهم التحية الفاشية، مما أثار غضب الشرطة. ثم سار عدة مئات منهم إلى وسط المدينة في مظاهرة سياسية، حتى أوقفهم حاجز للشرطة وكان عليهم إظهار أنهم غير مسلحين قبل السماح لهم بالمرور. مع اقتراب المتظاهرين العزل من مركز المدينة حتى انهالت عليهم النيران من حرس الاقتحام ووحدات الشرطة. فقتل عدد من المتظاهرين. فاحتجز مؤقتًا ثلاثة من حراس الاقتحام ممن احتج على ذلك التصرف، في حين شعر بعض رجال الشرطة من ثكنات كاتيلو أن وحداتهم قد تلطخت سمعتها بسبب الاغتيال وطالبوا بإجراء تحقيق. وبدا أن وحدتان من حرس الاقتحام على وشك التمرد. سيطر الاغتيال على الجلسة الأخيرة للكورتيس قبل الحرب في 15 يوليو. حيث اتهم الملكيون واليمينيون الحكومة بخلق المناخ الذي أصبح فيه قتل سوتيلو ممكناً. قدم جيل روبلز قائمة الوفيات والاضطرابات في الشهر الماضي. قال إنه يقرأ كل يوم مطالبات في الصحف اليسارية للإبادة اليمين، وحذر من أنه سيأتي يوم ينقلب عليهم العنف الذي أشعلوه.
استغلت عصابة العسكر المناهض للجمهوريين بقيادة الجنرال إميليو مولا تلك اللحظة، فعجلوا بالانقلاب العسكري الذي تم التخطيط له منذ انتخابات فبراير. ووفقًا لأنتوني بيفور فإن اغتيال سوتيلو تسبب عن غير قصد بازدياد عدد الداعمين للانقلاب. وقد ذكر فرانكو في سنة 1960 أنه لولا الاغتيال لما كان للثورة أن تتطور وتنال الزخم والقوة اللازمة. فانتفض جزء من الجيش، بدءًا من جيش إفريقيا في مليلية في 17 يوليو 1936 بقيادة مفترضة للجنرالات إميليو مولا وفرانسيسكو فرانكو وغونزالو كيبو ديانو وخوسي سانخورخو فكانت بداية الحرب الأهلية الإسبانية.

## وصلات خارجية
- خوسيه كالفو سوتيلو على موقع الموسوعة البريطانية (الإنجليزية)